# Livrea IC Sun e IC Notte

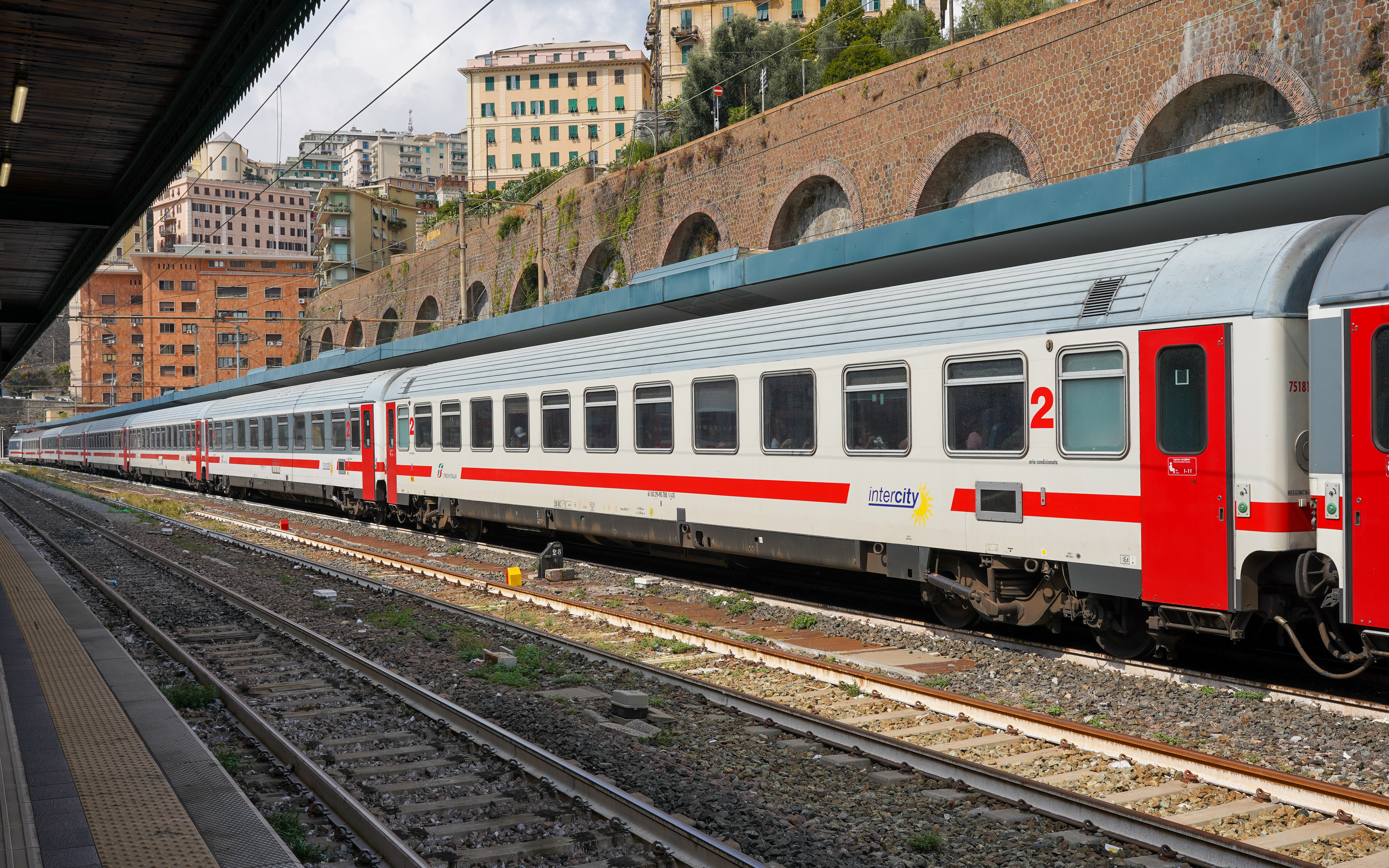
Treno in livrea "IC Giorno", stazione di Genova Piazza Principe.

La livrea IC Giorno e IC Notte è lo schema di colorazione, applicato a partire dal 2017 (aggiornata nel 2024), come identità societaria, per il materiale rotabile delle Ferrovie dello Stato Italiane, destinato ai treni InterCity.

## Storia
Dopo quasi 20 anni d'uso della livrea XMPR, nel 2017, in occasione del rinnovo del contratto di servizio fra Trenitalia ed il Ministero delle infrastrutture e dei trasporti, per l'esercizio dei treni InterCity Nazionali, che ha previsto alcuni adeguamenti tecnologici per il materiale rimorchiato, nonché estetici; dopo numerose prove, sfociate anche in applicazioni di livree sperimentali su alcune carrozze, la scelta della livrea,  operata dal Ministro dei Trasporti Graziano Delrio, è caduta su un nuovo schema di coloritura, ispirata alla più recente livrea presente sulle carrozze DB.
La livrea è stata realizzata dalla Direzione Tecnica di Trenitalia, quindi senza collaborazioni con studi esterni.
Nel marzo del 2024 vengono presentate la nuova livrea e la nuova grafica indirizzate a questo segmento, che andranno gradualmente a sostituire l'attuale schema.

## Descrizione

### InterCity Giorno
La livrea "InterCity Giorno", prevede la base della cassa in bianco perlato "RAL 9010". Le porte, le strisce che vanno da un'estremità all'altra della carrozza, ed i numeri indicante la classe, sono in rosso "RAL 3020". Il sottocassa e le carenature sono in grigio "RAL 7021"; ed infine, l'imperiale è in grigio "RAL 7031".
Utilizzo
| Codici del colore        | Descrizione                                                                 |
| ------------------------ | --------------------------------------------------------------------------- |
| Bianco perlato RAL 9010  | Cassa per il servizio InterCity Giorno                                      |
| Grigio scuro RAL 7021    | Sottocassa e carenature                                                     |
| Grigio bluastro RAL 7031 | Imperiale, fascia dei finestrini e frontale delle locomotive                |
| Rosso traffico RAL 3020  | Striscia rossa sulle fiancate, sulle porte e sui numeri indicanti la classe |

### InterCity Notte
La livrea "InterCity Notte", prevede la base della cassa in blu "RAL 5013" (lo stesso della livrea "TEN", oggi scomparsa). Le porte e le strisce che vanno da un'estremità all'altra della carrozza, sono in rosso "RAL 3020", mentre il logo del livello di servizio è in bianco perlato "RAL 9010". Il sottocassa e le carenature sono in grigio "RAL 7021"; ed infine, l'imperiale è in grigio "RAL 7031".
Utilizzo
| Codici del colore        | Descrizione                                 |
| ------------------------ | ------------------------------------------- |
| Bianco perlato RAL 9010  | Logo indicante il livello di servizio notte |
| Grigio scuro RAL 7021    | Sottocassa e carenature                     |
| Grigio bluastro RAL 7031 | Imperiale                                   |
| Blu cobalto RAL 5013     | Cassa per il servizio InterCity Notte       |
| Rosso traffico RAL 3020  | Striscia rossa sulle fiancate e sulle porte |

## Applicazione

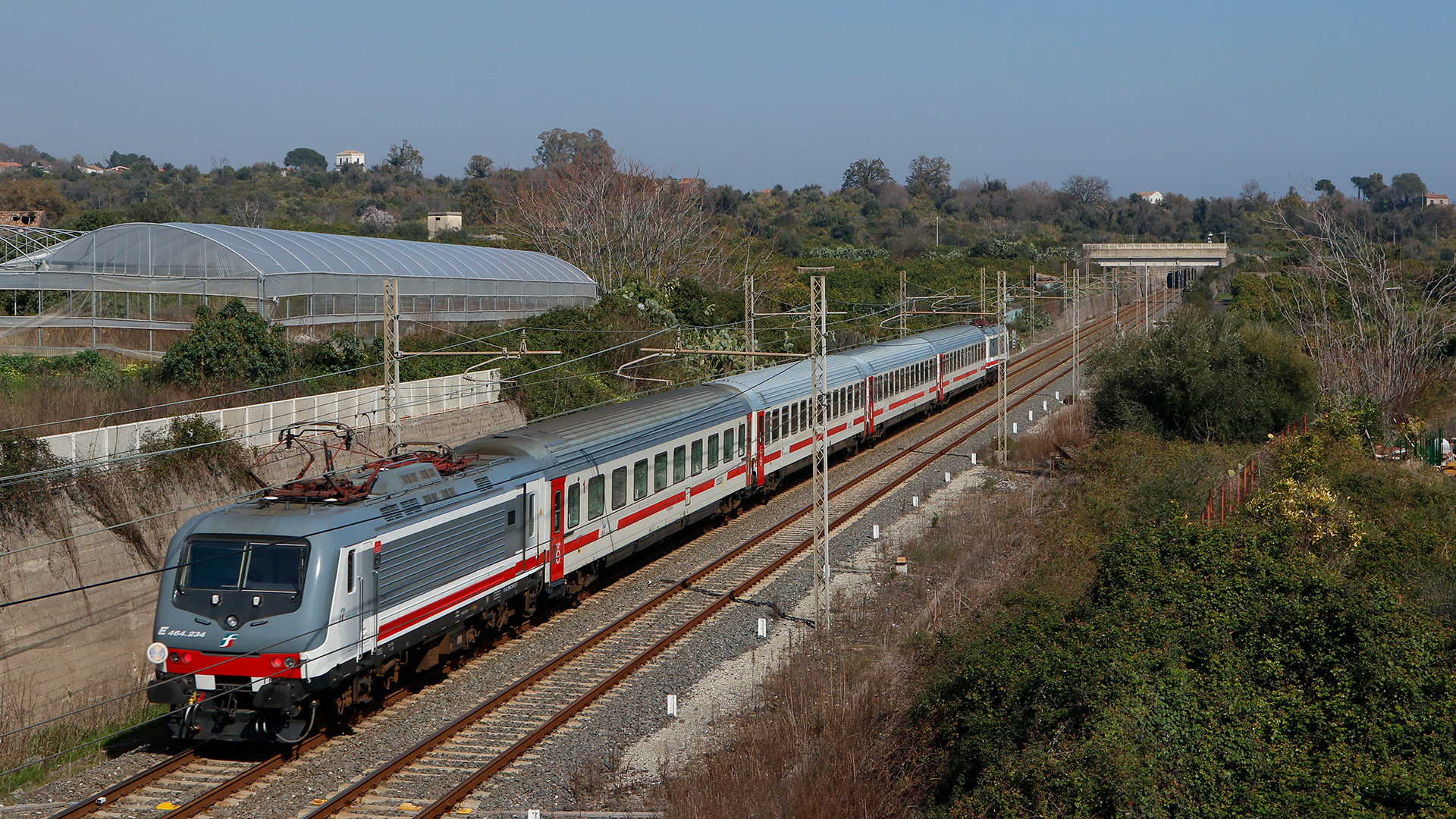
Un InterCity nella livrea "InterCity Giorno".

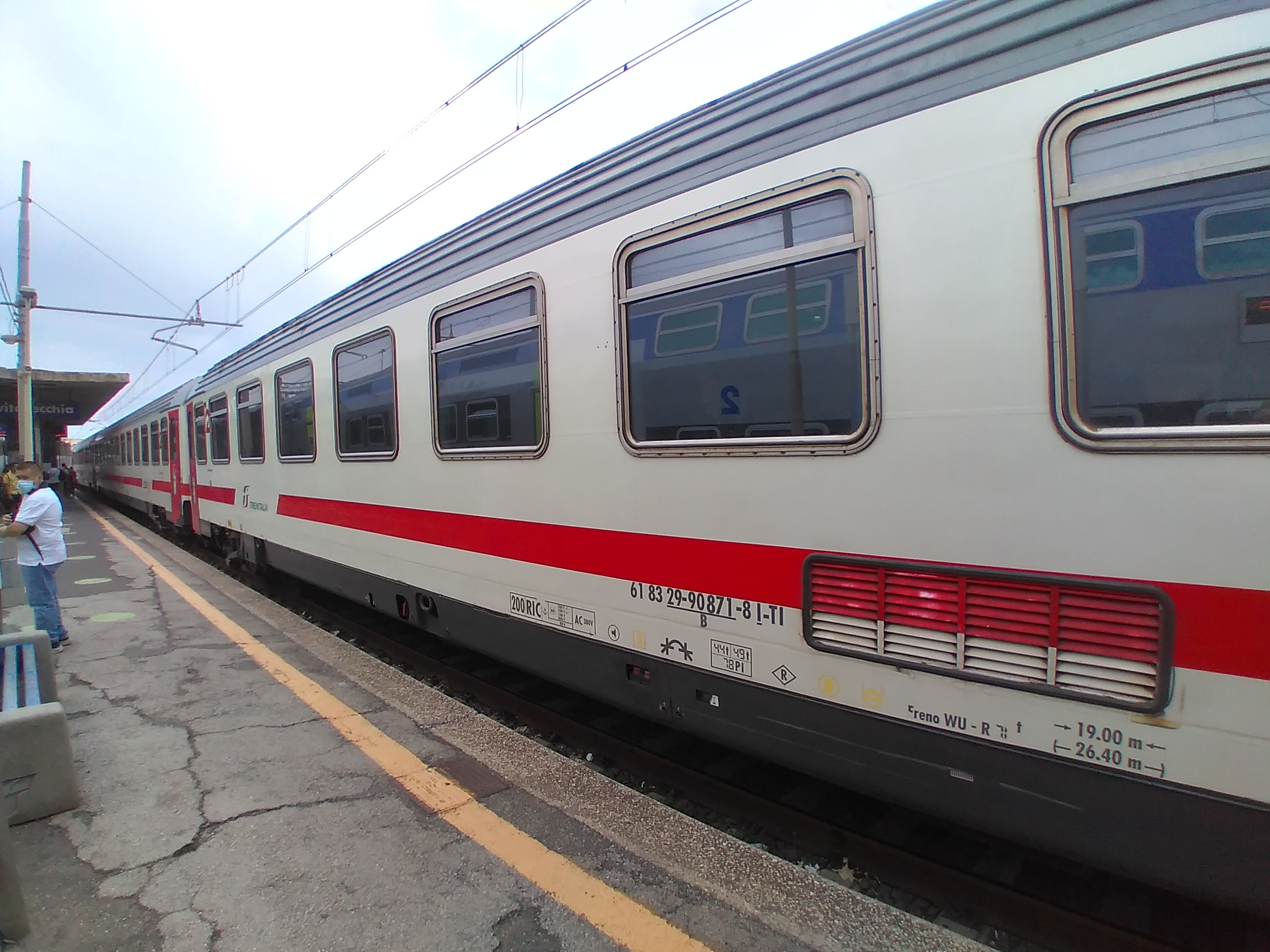
Carrozze UIC-Z in livrea "InterCity Sun".

I rotabili che hanno ricevuto la livrea Intercity Giorno sono:

### Locomotive
- locomotive E.401 (derivate dalla trasformazione delle locomotive E.402A);
- locomotiva E.402B;
- locomotiva E.403;
- locomotive E.414;
- locomotive E.464;
- locomotive D.445.

### Carrozze
- carrozze Gran Confort a salone, di 1ª classe;
- carrozze UIC-Z1 a salone, di 1ª e 2ª classe;
- carrozze Eurofima a salone.

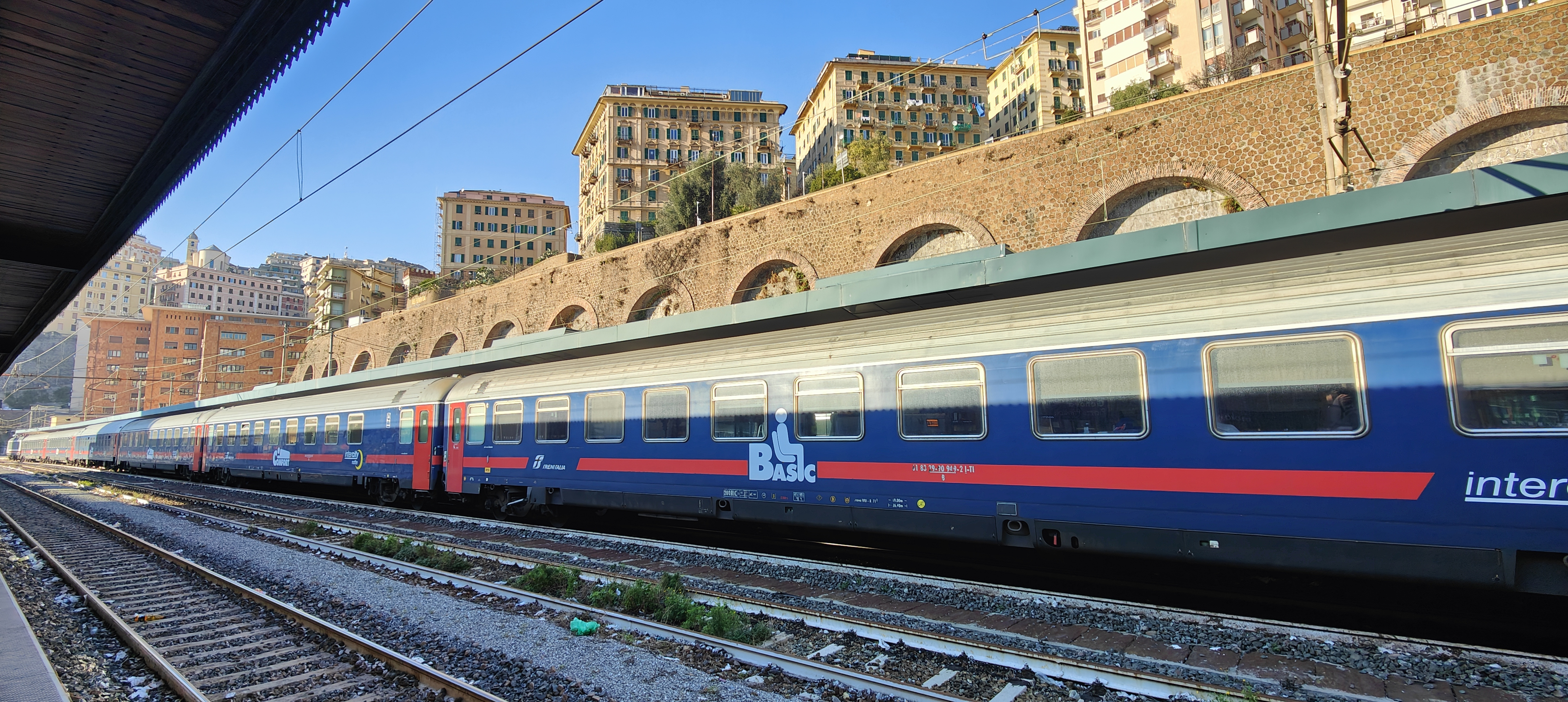
Treno in livrea "InterCity Notte".

I rotabili che hanno ricevuto la livrea Intercity Notte sono:
- carrozze UIC-X a cuccette;

- carrozze letti, tipo MU

- carrozze letti, tipo T3 (ex T2S);

- carrozze UIC-Z1, con il logo "Basic" (sostituiscono le carrozze UIC-X in revisione "Giubileo"[3]);

- carrozze Gran Confort, con il logo "Basic", anch'esse sostituiscono le carrozze UIC-X in revisione "Giubileo"[4].

## Varianti
Poco dopo l'uscita della nuova livrea "InterCity Giorno", è stata fatta una variante per le carrozze intermedie; essa consiste nell'applicazione di una fascia di color grigio, applicata in corrispondenza dei finestrini.
A detta di molti, questa livrea, comunque migliore alla precedente in "verde pantone" degli anni 2000, parrebbe simile a quella già presente sulle British Railways.
Questa variante permette di avere una continuità della cromia con le locomotive e le carrozze semi-pilota che adottano la stessa livrea, in quanto quest'ultime, sin dall'origine hanno riportato la stessa fascia grigia lungo le fiancate.
Da quando il servizio internazionale "Thellō" (oggi Trenitalia France) è stato soppresso, le carrozze UIC-X a cuccette che venivano impiegate per questo tipo di servizio, sono state riassegnate agli InterCity Notte; tuttavia, esse hanno ricevuto una variante della nuova livrea, priva del logo indicante il tipo di servizio offerto (il pittogramma applicato al centro della cassa, e la scritta "InterCity Notte") e della striscia di color rosso "RAL 3020", applicata sulle fiancate delle carrozze, che si estende da un'estremità all'altra della carrozza stessa.
Questo tipo di carrozze, viene usato sporadicamente sui treni InterCity Notte poiché destinate prevalentemente ad un utilizzo per treni Charter. Alcune di esse hanno tuttavia preso parte alla nuova società FS Treni Turistici assumendone la livrea in luogo di quella Intercity Notte.

## Nuova versione della livrea InterCity
Dopo appena 7 anni dall'uscita della nuova livrea destinata ai treni InterCity, nel 2024 è stata presentata una nuova livrea, sempre destinata al servizio InterCity diurno e notturno.